# Philodromus maculatovittatus
Philodromus maculatovittatus är en spindelart som beskrevs av Embrik Strand 1906. Philodromus maculatovittatus ingår i släktet Philodromus och familjen snabblöparspindlar.
Artens utbredningsområde är Etiopien. Inga underarter finns listade i Catalogue of Life.